# Penisola Ozernoj
La penisola Ozernoj (in russo Озерной полуостров, poluostrov Ozernoj, letteralmente «penisola lacustre») è una penisola situata nel Karaginskij rajon, nel nord-est della penisola della Kamčatka, nel Circondario federale dell'Estremo Oriente. Si protende nel mare di Bering e separa il golfo Karaginskij (a nord) dalla baia Ozernoj (a sud).

## Geografia

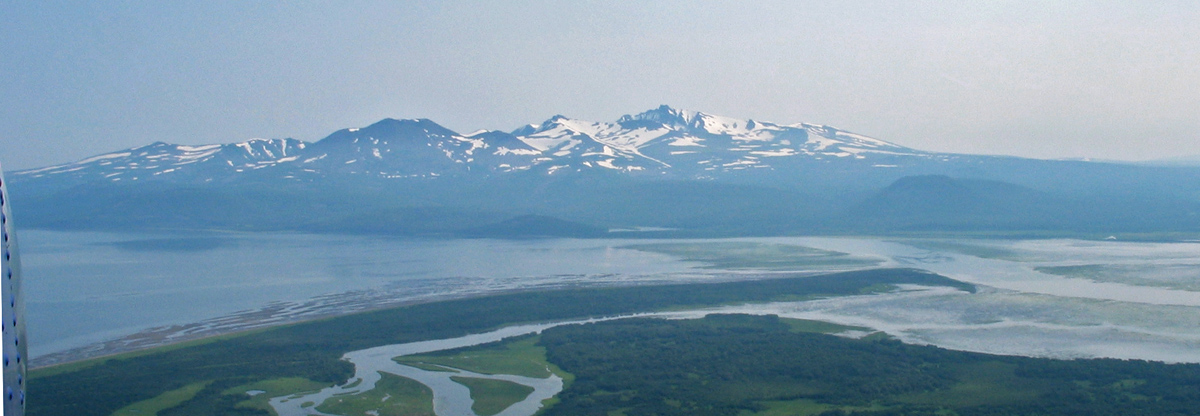
Il monte Načikinskaja

La penisola Ozernoj è una delle quattro grandi penisole della Kamčatka sulla costa del Pacifico. Capo Ozernoj è la sua estremità orientale, dotata di un faro. Il rilievo della penisola è prevalentemente montuoso. A nord-ovest, il monte Načikinskaja (гора Начикинская) di 1 210 m si protende nel golfo Karaginskij in un ulteriore promontorio: la penisola Načikinskij, e delimita a est il golfo Ukinskaja. Vicino alla penisola, la profondità del mare raggiunge i 3 163 metri. Sulla costa orientale, a 2,5 km dalla costa, si trova la piccola isola di Mandžur (остров Манджур).